# Cephalocassis melanochir
Cephalocassis melanochir är en fiskart som först beskrevs av Pieter Bleeker 1852.  Cephalocassis melanochir ingår i släktet Cephalocassis och familjen Ariidae. Inga underarter finns listade i Catalogue of Life.